# Catolaccus
Catolaccus is een geslacht van vliesvleugeligen uit de familie Pteromalidae. De wetenschappelijke naam van dit geslacht is voor het eerst geldig gepubliceerd in 1878 door Carl Gustaf Thomson.

## Soorten
Het geslacht Catolaccus omvat de volgende soorten:
- Catolaccus aeneoviridis (Girault, 1911)
- Catolaccus ater (Ratzeburg, 1852)
- Catolaccus coleophorae Dzhanokmen, 1990
- Catolaccus crassiceps (Masi, 1911)
- Catolaccus cyaneus Girault, 1911
- Catolaccus cyanoideus Burks, 1954
- Catolaccus endonis Ishii, 1940
- Catolaccus fragariae Rohwer, 1934
- Catolaccus grandis (Burks, 1954)
- Catolaccus helice (Walker, 1843)
- Catolaccus kansensis (Girault, 1917)
- Catolaccus kumatshjovi Dzhanokmen, 1980
- Catolaccus pallipes Ashmead, 1894
- Catolaccus tepicensis Ashmead, 1895
- Catolaccus victoria Burks, 1954